# Rumień guzowaty
Rumień guzowaty (łac. erythema nodosum, EN) – choroba zapalna podskórnej tkanki tłuszczowej, objawiająca się powstaniem słabo odgraniczonych, bolesnych, czerwonych, ucieplonych guzów w tkance podskórnej o średnicy 1-1,5 cm (guzy mogą się zlewać), lokalizujących się najczęściej obustronnie po stronie wyprostnej podudzi, (rzadziej na tylnej powierzchni goleni) ale mogą występować również na udach, pośladkach, ramionach, głowie i tułowiu.Guzy nie ulegają rozpadowi po 2-9 tygodniach, ustępują bez pozostawienia blizn, mogą pozostawiać pozapalne przebarwienia.

## Epidemiologia
Choroba występuje 3-6 razy częściej u kobiet niż u mężczyzn, u dzieci występuje tak samo często u obu płci. Najczęściej pojawia się między 10 a 40 r.ż., choć może występować w każdym wieku. Zachorowalność w Anglii szacuje się na 200-300 osób/100 000 osób/rok.

## Etiologia
Najczęściej przyczyna wystąpienia rumienia guzowatego jest nieznana (ok. 55%), do znanych przyczyn należą:
- infekcje bakteryjne (infekcje paciorkowcowe (najczęstsza przyczyna rumienia guzowatego w Polsce), jersinioza, gruźlica, trąd, kiła, leptospiroza, salmonelloza)
- infekcje grzybicze (kokcydioidomikoza, histoplazmoza)
- infekcje wirusowe (CMV, EBV, HBV, HCV, HIV)
- sarkoidoza (jest to druga najczęstsza przyczyna rumienia guzowatego w Polsce, po infekcjach paciorkowcowych)
- nieswoiste zapalenie jelit (częściej w przebiegu wrzodziejącego zapalenia jelita grubego, niż w chorobie Leśniowskiego-Crohna)
- choroba Behçeta
- niektóre leki (np. amoksycylina, sulfonamidy, Inhibitory pompy protonowej, leki przeciwleukotrienowe, doustne środki antykoncepcyjne)
- ciąża

## Leczenie
Leczenie ogólne zależy od czynników przyczynowych: antybiotyki, kortykosterydy, leczenie przeciwprątkowe. W przypadkach wywołanych lekami konieczne jest odstawienie wywołującego leku. Obecnie istnieje tendencja powrotu do starej metody leczenia jodkiem potasu w ciągu 6-8 tyg.
Leczenie miejscowe: okłady z 2% roztworu ichtiolu, maść ichtiolowa 5-10%, maść metanabolowa, metindolowa, maści zawierające heparynoidy oraz słabo działające sterydy.